# Oros Lakmos (Peristeri)
Oros Lakmos (Peristeri) este o arie protejată (arie specială de conservare — SAC, sit de importanță comunitară — SCI, arie de protecție specială avifaunistică — SPA) din Grecia întinsă pe o suprafață de 20.344,99 ha, integral pe uscat.

## Localizare
Centrul sitului Oros Lakmos (Peristeri) este situat la coordonatele 39°39′25″N 21°07′28″E / 39.656825°N 21.124543°E.

## Înființare
Situl Oros Lakmos (Peristeri) a fost declarat sit de importanță comunitară în aprilie 1997 pentru a proteja 25 de specii de animale. Alte tipuri de protecție:
- arie de protecție specială avifaunistică (în octombrie 2002)[3]
- arie specială de conservare (în martie 2011)[2][4][5]

## Biodiversitate
Situată în ecoregiunea mediteraneană, aria protejată conține 9 habitate naturale: Lande oro-mediteraneene cu formațiuni endemice de grozamă, Matorral arborescenți cu Juniperus spp., Formațiuni ierboase bogate în specii de Nardus, dezvoltate pe substraturi silicioase în zone montane (și în zone submontane, în Europa continentală), Grohotișuri est-mediteraneene, Pante stâncoase calcaroase cu vegetație casmofită, Peșteri inaccesibile publicului, Păduri panonice-balcanice de stejar turcesc - stejar sesil, Păduri de fag elene cu Abies borisii-regis, Păduri de pin (sub-) mediteraneene cu pini negri endemici.
La baza desemnării sitului se află mai multe specii protejate:
- păsări (18): fâsă-de-câmp (Anthus campestris), șorecarul comun (Buteo buteo), șerpar (Circaetus gallicus), ciocănitoare neagră (Dryocopus martius), presură de grădină (Emberiza hortulana), măcăleandru (Erithacus rubecula), șoim călător (Falco peregrinus), șoimul rândunelelor (Falco subbuteo), rândunică (Hirundo rustica), sfrâncioc roșiatic (Lanius collurio), Leiopicus medius, ciocârlie de pădure (Lullula arborea), mierlă de piatră (Monticola saxatilis), codobatură de munte (Motacilla cinerea), pietrar sur (Oenanthe oenanthe), ciuf-pitic (Otus scops), viespar (Pernis apivorus), Tachymarptis melba
- amfibieni (1): izvoraș-cu-burta-galbenă (Bombina variegata)
- mamifere (2): vidră de râu (Lutra lutra), urs brun (Ursus arctos)
- nevertebrate (1): Paracaloptenus caloptenoides
- pești (2): Barbus peloponnesius, Telestes pleurobipunctatus
- reptile (1): țestoasă bănățeană (Testudo hermanni)

Pe lângă speciile protejate, pe teritoriul sitului au mai fost identificate 9 specii de plante, 2 specii de păsări, 6 specii de amfibieni, 14 specii de mamifere, 4 specii de nevertebrate, 1 specie de pești, 8 specii de reptile.